# Morfa (grzyby)
Morfa – stadium życiowe grzybów różniące się sposobem rozmnażania lub budową. Termin te zwyczajowo odnosi się do grzybów gromady Ascomycota i Basidiomycota.

## Morfy płciowe
Pod względem rozmnażania wyróżnia się następujące morfy:
- teleomorfa – morfa tworząca zarodniki płciowo (stadium rozmnażania płciowego), typowo w kształcie owocnika,
- anamorfa – morfa tworząca zarodniki wegetatywnie (stadium rozmnażania bezpłciowego), często w kształcie grzybów strzępkowych,
- synanamorfa – różne morfologicznie anamorfy wytwarzane przez jednego grzyba,
- holomorfa – grzyby obejmujące zarówno stadium telemorficzne, jak i anamorficzne[1].

Grzyby rozmnażające się wyłącznie bezpłciowo (anamorfy) dawniej zaliczane były do grupy grzybów niedoskonałych, zwanych też grzybami anamorfowymi lub mitotycznymi. Czasami dochodziło do sytuacji, że forma anamorficzna i teleomorficzna tego samego gatunku grzyba zaliczona była do dwóch różnych gatunków: jeden należał do grupy grzybów niedoskonałych, drugi do całkiem innej grupy grzybów workowych. Wynikało to z tego, że jeden ze stadiów obserwowany jest tylko w ściśle określonym czasie lub warunkach, dlatego czasem trudno skojarzyć ze sobą różne stadia grzyba tego samego gatunku. U niektórych grzybów forma bezpłciowa jest tak dobrze przystosowana ewolucyjnie, że formy płciowej – teleomorfy nie odkryto wcale. W takich przypadkach w celu klasyfikacji i określenia podobieństwa analizuje się genom metodami biologii molekularnej. Tak np. Trichoderma viride i Hypocrea rufa uznawane były za różne gatunki, dzięki nowoczesnym metodom mykologom udało się ustalić, że H. rufa jest anamorfą T. viride, a więc synonimem, a nie odrębnym gatunkiem. Dla większości gatunków grzybów workowych i podstawkowych nie udało się jednak ustalić ich anamorfy, z tego też względu w 1994 r. na Międzynarodowym Kongresie Botanicznym w Tokio ustalono, że nadrzędnym kryterium podziału grzybów będą własności stadium płciowego. Tym samym w nowej klasyfikacji grzybów brak odrębnego taksonu dla grzybów niedoskonałych.

## Grzyby strzępkowe i drożdżowe
Niektóre gatunki grzybów mogą, w zależności od czynników zewnętrznych, tworzyć dwie formy morfologiczne:
- forma strzępkowa – w postaci strzępek
- forma drożdżowa – w postaci podobnej do tzw. drożdzy Saccharomyces cerevisiae[5].

Grzyby te nazywa się grzybami dymorficznymi. U większości gatunków tych grzybów przemiana formy strzępkowej w drożdżową zachodzi pod wpływem różnic temperatury, z tego powodu nazywa się je także też grzybami termodymorficznymi.